# Mikhaïl W. Ramseier
 (avril 2022).
 (avril 2022).
Si vous disposez d'ouvrages ou d'articles de référence ou si vous connaissez des sites web de qualité traitant du thème abordé ici, merci de compléter l'article en donnant les références utiles à sa vérifiabilité et en les liant à la section « Notes et références ».
Mikhaïl Wadimovitch Ramseier est un poète et écrivain d'origine russe émigrée (branches familiales Kibardine « Кибардин » et Kalinine « Калинин » de Viatka), né à Genève (Suisse) en 1964. 

## Parcours
Il a publié son premier recueil de poèmes à l'âge de 17 ans, avant de devenir journaliste et secrétaire de rédaction pour la presse quotidienne suisse durant dix ans (Le Courrier, La Suisse, Le Nouveau Quotidien, Le Journal de Genève), ainsi que chroniqueur régulier dans plusieurs publications, dont l'hebdomadaire Dimanche.ch, ainsi que directeur et rédacteur en chef du mensuel d’information franco-russe L'Ours blanc.
Il fut invité à représenter la Suisse à la Biennale Internationale de Poésie de Liège, en 1996, et au 2e Festival International des Poètes de Moscou en 2001.
En dehors de ses publications poétiques, ses écrits se situent généralement dans une tendance anarcho-individualiste, qu'il expose dans son essai historique La Voile noire, à travers lequel il s'est penché sur la filiation qui peut exister entre anarchie et piraterie. Après deux romans sortis en 2008, son dernier essai propose toute l'histoire des Cosaques et des révoltes libertaires qui y sont associées. 
Ramseier est lauréat 2011 du Prix littéraire de l'archipel de Saint-Pierre-et-Miquelon pour son roman Otchi Tchornya.
En 2014, Mikhaïl W. Ramseier entame la publication d'un triptyque intitulé Les Particules réfractaires. Les trois romans de cette trilogie, qui chacun propose une intrigue indépendante malgré un suivi dans le temps et quelques personnages récurrents, se nomment Catacombes, Hooligans et Marges. Selon l'éditeur, « cette trilogie dépeint une contre-société se développant en marge d'un système qu'elle rejette. Un réseau de marginaux qui rappelle la Marge de Jacques Lesage ; un monde aussi secret que le Pellucidar de Burroughs ; une société qui se protège à la manière des Assassins d’Alamut ».

## Publications
- Black market - roman, Éditions Nemo, Genève 2020  (ISBN 978-2-940038-42-8)
- Marges (Troisième volet du triptyque: Les Particules réfractaires) - roman, Nemo, Genève 2016  (ISBN 978-2-940038-41-1)
- Hooligans (Deuxième volet du triptyque: Les Particules réfractaires) - roman, Coups de tête, Montréal 2014  (ISBN 978-2-89671-126-0)
- Catacombes (Premier volet du triptyque: Les Particules réfractaires) - roman, Coups de tête, Montréal 2014  (ISBN 978-2-89671-114-7)
- Noir Linceul - roman, Coups de tête, Montréal 2013  (ISBN 978-2-89671-093-5)
- Nigrida - roman, Coups de tête, Montréal 2012  (ISBN 978-2-89671-012-6)
- Otchi Tchornya (Les Yeux noirs), éd. Coups de tête, 2010  (ISBN 9782923603872)
- Cosaques, éd. Nemo, 2009  (ISBN 2940038392)
- Journal d'un naufragé ; Ed. Nemo, 2008  (ISBN 2940038368)
- Pulpa negra, éd. Nemo, 2008  (ISBN 294003835X)
- La Voile noire : aventuriers des Caraïbes et de l'océan Indien, Favre, 2006  (ISBN 2828909328)
- Moscou ; Les Guides noirs, 2000  (ISBN 2940038295)
- Saint-Pétersbourg ; Les Guides noirs, 1998 et 2000  (ISBN 2940038244)
- Fièvres dans la nuit, éd. St-Germain-des-Prés, 1996  (ISBN 2243035510)
- Cuivre érable, éd. Nemo, 1993  (ISBN 294003821X)
- Les Îles au nord du monde, éd. Perret-Gentil, 1985
- Vie et mort d’un vieillard, éd. Perret-Gentil, 1983
- Le Démon du silence, éd. Perret-Gentil, 1981

### Contributions
- Regards sur la Bretagne, éd. Isoète, Rennes, 1989
- Potage paysan, in Célébrations des nourritures, éd. Ouverture, Lausanne, 1990
- Mademoiselle S, in Regards sur Coppet, éd. Cabédita, Morges, 1995
- Revue Omnibus, éd. Nemo, Genève, de 1990 à 1995
- L'Accusé, in Welcome to the Unwalkers Club, Éditions Unwalkers, 2015